# Kimminsoperla mcalpinei
Kimminsoperla mcalpinei is een steenvlieg uit de familie Notonemouridae. De wetenschappelijke naam van de soort is voor het eerst geldig gepubliceerd in 1981 door Theischinger.